# Plumularia antonbruuni
Plumularia antonbruuni is een hydroïdpoliep uit de familie Plumulariidae. De poliep komt uit het geslacht Plumularia. Plumularia antonbruuni werd in 1967 voor het eerst wetenschappelijk beschreven door Millard. 